# Werken voor luit (J.S. Bach)

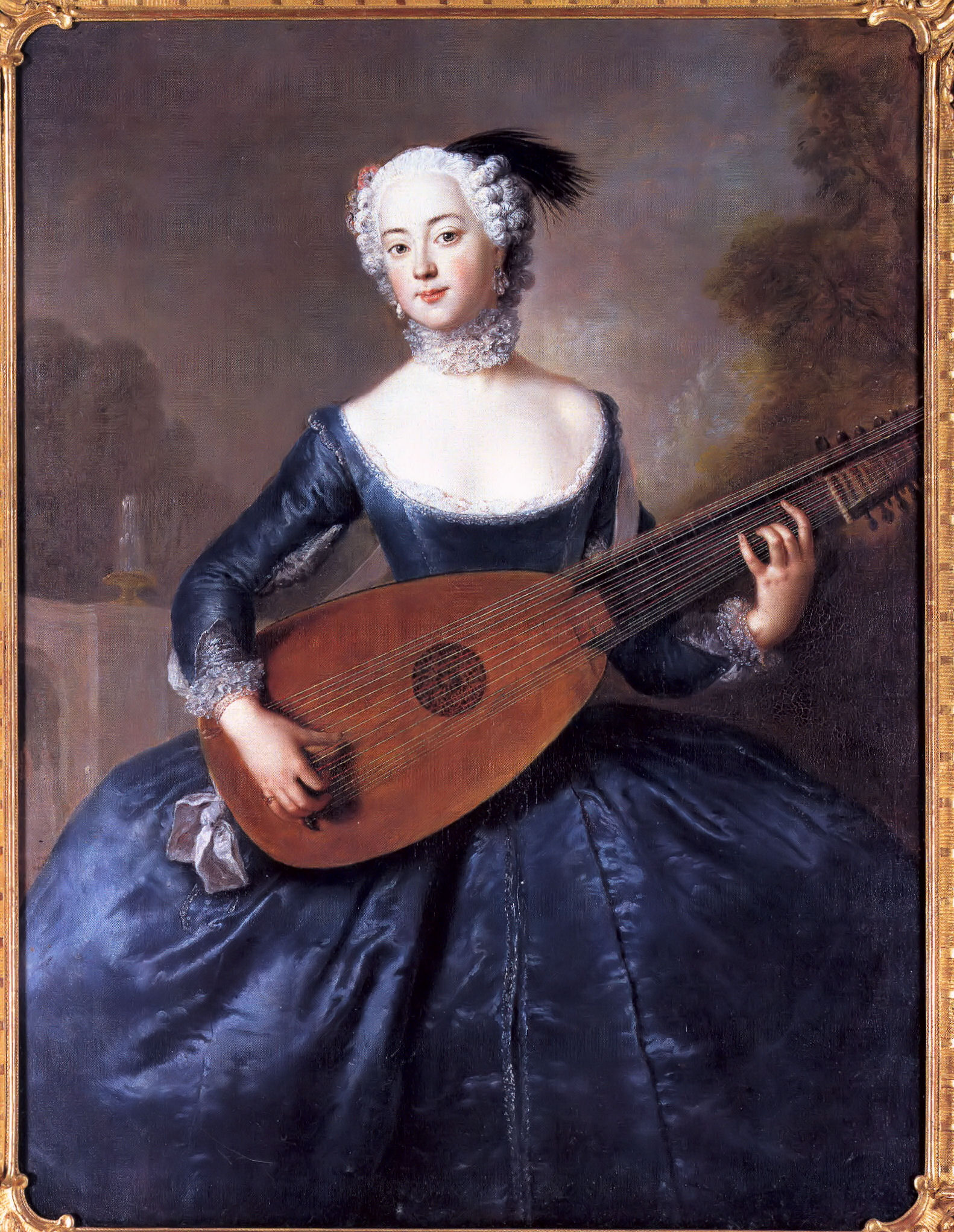
Freifrau von Keyserlinck, met barokteorbe, geschilderd rond 1745 door Antoine Pesne

De werken voor luit (BWV 995-1000 en 1006a) van Johann Sebastian Bach nemen binnen het oeuvre van de componist een kwantitatief bescheiden plaats in, maar worden binnen het repertoire van het instrument tot de belangrijkste werken gerekend. Ook binnen het repertoire van gitarist nemen ze een vooraanstaande plaats in. Bach schreef een zevental werken voor luit solo:
- Suite in g, BWV 995
- Suite in e, BWV 996
- Suite in c, BWV 997
- Prelude, fuga en allegro in Es, BWV 998
- Prelude in c, BWV 999
- Fuga in g, BWV 1000
- Partita in E, BWV 1006a

## Bach en de luit
Bach heeft zijn werken voor luit zelf niet bijeen gebracht in een samenhangende verzameling, zoals hij bv. deed voor zijn klavecimbelsuites en de werken voor viool solo en cello solo. Drie werken (BWV 995, 1000 en 1006a) zijn bewerkingen van werken voor een ander instrument (viool en cello solo); drie werken (BWV 995, 997 en 1000) bestaan in 18e-eeuwse kopieën in tabulatuur van de hand van luitisten die Bach heeft gekend.

### De instrumentkeuze
Bach speelde naar aller waarschijnlijkheid zelf geen luit, maar hij onderhield nauwe banden met luitisten en was daardoor bekend met de klank, het idioom en de mogelijkheden van het instrument. Johann Elias Bach, een familielid van Bach, heeft een beschrijving gegeven van Bachs ontmoeting in 1739 met twee van de beste luitisten van die tijd: "Wij werden onthaald op de meest excellente muziek toen mijn neef (d.i. Wilhelm Friedemann Bach) uit Dresden, in gezelschap van twee beroemde luitisten, de heer Weiss en de heer Kropffgans, in ons huis speelden".
Desalniettemin zijn bijna alle werken zoals ze ons bekend zijn niet volledig speelbaar in hun authentieke versie. Ten eerste door de manier waarop luiten gestemd werden was het onmogelijk sommige basnoten te spelen zoals door Bach geschreven. Het was echter gebruikelijk dat luitisten werken in een andere positie namen; in sommige van de tabulaturen is die aanpassing al gemaakt. Ten tweede zijn sommige akkoorden op een luit niet te spelen, o.a. door de stemming en het formaat van de luit uit die tijd.
Bach zal er dus van uit zijn gegaan dat een luitist de werken aan zijn instrument zou aanpassen. De tablaturen verschillen echter in meer opzichten dan de speelbaarheid vereist. De problemen zouden mogelijkerwijs op te lossen zijn op een luit-klavecimbel (Lautenwerk), een instrument waar Bach in geïnteresseerd zou zijn geweest, maar waarvan geen enkel exemplaar meer bestaat). Bachs neef, Johann Nikolaus Bach, was de uitvinder van luit-klavecimbels; hij leverde in 1715 een Lautenwerk aan Ernst August, de hertog van Saksen-Weimar en Bach zal hoogstwaarschijnlijk hebben bemiddeld bij de aankoop. Bach zelf heeft een dergelijk instrument in bezit gehad, gebouwd door de Silesische instrumentenbouwer Zacharias Hildebrandt. Bachs leerling Johann Friedrich Agricola herinnerde zich later dat hij "omstreeks 1740, in Leipzig, een luit-klavecimbel zag en hoorde, ontworpen door Johann Sebastian Bach en gebouwd door Zacharias Hildebrandt, en dat kleiner van formaat was dan een gewoon klavecimbel".
Bach was uitstekend geïnformeerd over de instrumenten die hem ter beschikking stonden en componeerde in een idiomatische wijze voor elk instrument. Het is ondenkbaar dat hij in dit geval anders zou hebben gehandeld. Het probleem kan dan liggen in het gebruik, de stemming en besnaring van de luit in het 18e-eeuwse Duitsland, waarover niet veel vastligt. Het zou ook denkbaar kunnen zijn dat Bach de werken schreef voor een soort luit waarvan geen exemplaar meer bestaat.

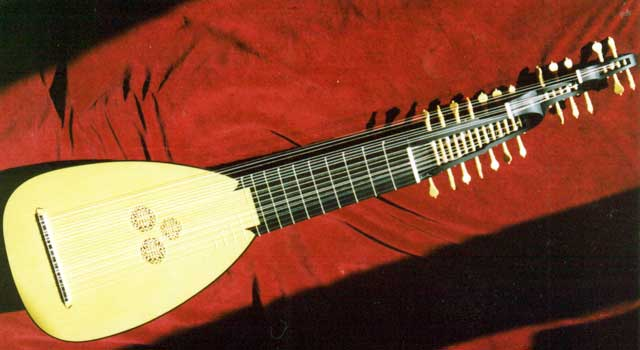
Barokteorbe

### De teorbe
Hoewel de werken mogelijk met een Lautenwerk in gedachte geschreven zouden kunnen zijn, is het instrument dat de luitisten uit Bachs tijd gebruikten de teorbe. Ook heden ten dage is de teorbe het instrument dat wordt gekozen voor uitvoering van Bachs luitwerken. Een teorbe is een luit die snaren heeft die parallel 'vrij' lopen aan de snaren die over de greepplank lopen en in de stempennen eindigen. De snaren ("koren") zijn, met uitzondering van de hoogste of de twee bovenste, paargewijs gerangschikt: men spreekt van respectievelijk enkel- of dubbelkorig.

## De luitwerken binnen het oeuvre van Bach
Binnen het oeuvre van Bach nemen de werken een bijzondere positie in, in die zin dat er weinig bekend is over de oorsprong en de bestemming, zowel wat instrument betreft (zie boven), als opdrachtgever van de werken. Wat dat laatste betreft wordt gedacht dat de suite in g (BWV 995) voor een luitist is geschreven die Schuster heette, de fuga in g (BWV 1000) voor de luitist Johann Christian Weyrauch en de bewerking van de vioolsonate (BWV 1006a) voor Sylvius Leopold Weiss en/of Johann Kropffgans tijdens hun bezoek in 1739 (zie hierboven, De luitwerken en de instrumentkeuze).
Aan het eind van de 19e eeuw zijn de werken verzameld als 'overige klavierwerken' in de oude editie van de Bach Gesellschaft. De Duitse componist en musicoloog dreigde in 1900 de redacteuren van de Bach Gesellschaft zelfs aan te klagen als de werken met zo weinig aandacht zouden worden gepubliceerd. Pas in 1976 werden de werken in de Neue Bach Ausgabe in een betrouwbare editie uitgebracht.

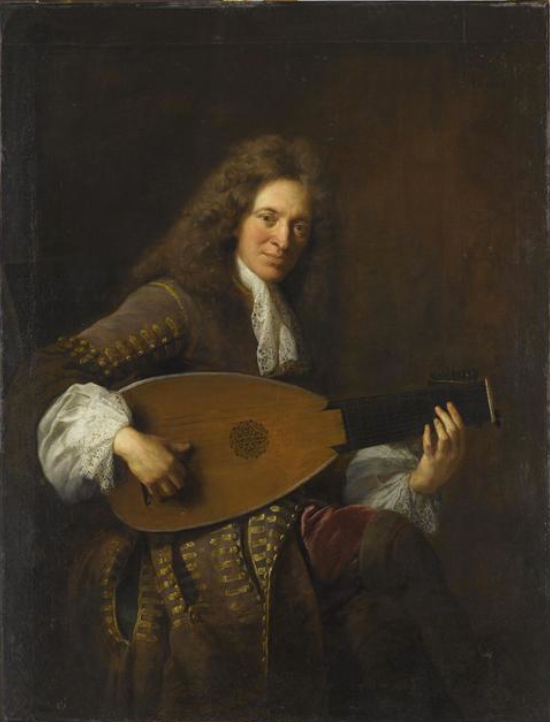
Charles Mouton, componist/luitist 1626-1710), met Robert de Visée en Jacques Gaultier een belangrijk vertegenwoordiger van de Franse luitschool (geschilderd in 1690 door François de Troy)

In Duitsland had de luit nog een vooraanstaande plaats, die zijn hoogtepunt bereikte in de tijd dat de Franse luitschool – een van de meest vooraanstaande in Europa – in belangstelling was afgenomen. De Duitse luitcomponisten componeerden niet alleen de klassieke suites, maar introduceerden ook uit Italië afkomstige vormen. Sonates – solo of voor luit met andere instrumenten – en concerten zijn niet ongebruikelijk in de 18e eeuw in Duitsland. De luit heeft tot aan het begin van de Romantiek zijn plaats In Duitsland weten te behouden. Ook de markt voor bouwers van luiten floreerde nog in het 18e-eeuwse Duitsland.
Bach heeft, naast de hier behandelde werken voor sololuit, de luit ook gebruikt in een aantal van zijn composities:
- de Johannes-Passion(BWV 245, 1723):
  - Aria Ich folge dir gleichfalls mit freudigen Schritten (nr. 13)
  - Arioso Betrachte, meine Seel', mit ängstlichen Vergnügen (nr. 31)
  - Aria Erwäge, wie sein blutgefärbter Rücken (nr. 32)
- Laß Fürstin, laß noch einen Strahl ('Trauerode', BWV 198, 1727)
  - Openingskoor Laß furstin, laß noch einen Strahl
  - Recitatief (alt) Der Glocken bebendes Getön
  - Aria (alt) Wie starb die Heldin so vergnügt
  - Koor An dir, du Fürbild grosser Frauen
  - Aria (tenor) Der Ewigkeit saphires Haus
  - Slotkoor Doch, Königin! du stirbest nicht
- de vroege versie van de Matthäus-Passion (1729)

## De huidige plaats van de luitwerken
Bachs luitwerken worden tegenwoordig uitgevoerd op luit (teorbe) of op gitaar. De gevestigde aandacht voor historisch verantwoorde uitvoeringen heeft ervoor gezorgd dat luitisten zich hebben toegelegd op muzikaal en artistiek juiste uitvoeringen van Bachs luitwerken: Nigel North, Hopkinson Smith, Eugen Dombois, Jakob Lindberg, Lutz Kirchhof, Paul O'Dette, Stephen Stubbs, Oliver Holzenburg, Yasunori Imamura namen de werken al dan niet compleet op barokluit op.
Het is echter aan de gitaristen aan wie de eer toekomt voor de herwaardering van Bachs luitwerken. De Spaanse componist Francisco Tárrega maakte bewerkingen voor gitaar, evenals de Spaanse gitarist Andres Segovia. Ook de uitvoeringen van Julian Bream en John Williams hebben veel in de belangstelling gestaan.

## De werken voor luit

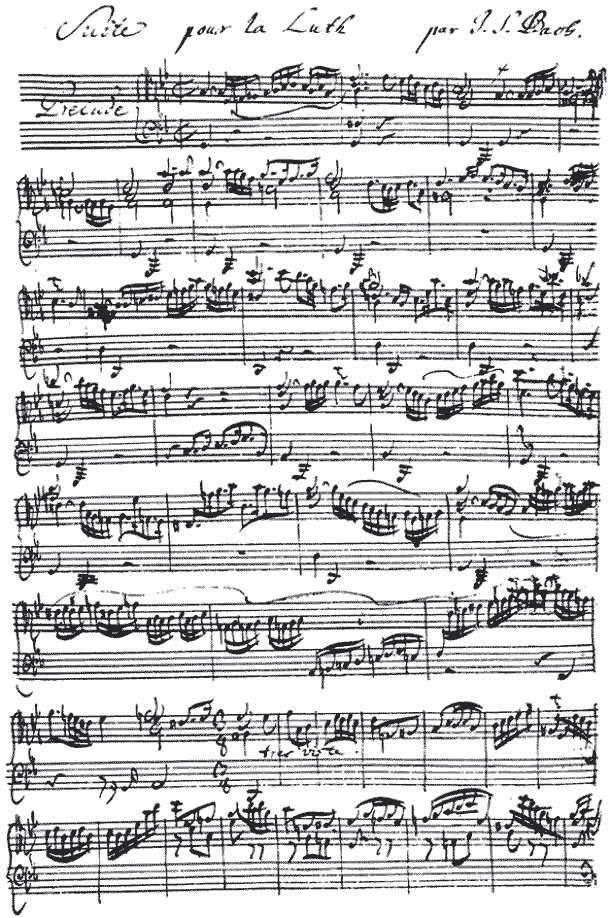
Suite pour la Lute (BWV 995)

### Suite in g, BWV 995
- delen: Prelude – Allemande – Courante – Sarabande – Gavotte I, Gavotte II en Rondeau, Gavotte II – Gigue
- oorsprong: bewerking van de 5e suite voor cello solo in c, BWV 1011 (Suitte 5 discordable)
- bronnen: 1. Pièces pour la luth à Monsieur Schouster par J.S. Bach, autograaf in de Koninklijke Bibliotheek van België, Brussel; 2. Pièces pour le lut par Sre. J.S.Bach, een bewerking in Franse luittabulatuur, waarschijnlijk van Adam Falkenhagen,[1] in de muziekbibliotheek van de Stadt Leipzig
- gecomponeerd tussen 1727 en 1731[2]; 3. bewerking voor klavier

In de autograaf is de lage GG aangegeven voor de minder in gebruik zijnde 14-korige luit, terwijl de tabulatuur is bestemd voor de meer gangbare 13-korige luit. De bas is in de tabulatuur regelmatig met een octaaf verhoogd; ook is de tabulatuur sterk versierd met luit-Manieren (versieringen) in de stijl van Adam Falkenhagen. Het werk stelt de luitist voor grote problemen door de posities, de akkoorden en de lage G in de prelude. In de anonieme tabulatuurbewerking zijn de aanpassingen gemaakt om het werk uitvoerbaar te maken op de luit.
Deze suite is opgedragen aan een zekere Monsieur Schouster. Joseph Schouster (1722-1784) was ten tijde van Bach baszanger aan het Hof van Dresden. Aan de hand van het watermerk MA in middelgrote letter werd het Brussels autograaf van de suite tussen 1727 en 1731 gedateerd, de jaren waarin Bach papier met dat watermerk gebruikte.

### Suite in e, BWV 996
- Praeludio con la suite da Gio: Bast: Bach aufs Lautenwerks
- delen: Praeludio. Passaggio-Presto – Allemande – Courante – Sarabande – Bourrée – Gigue
- bronnen: 1. kopie van de hand van Johann Gottfried Walther in de Staatsbibliothek Berlin; 2. kopie in een verzamelband in de Koninklijke Bibliotheek te Brussel
- gecomponeerd tussen 1707 en 1717[2]

In de kopie van Walther is met een ander handschrift aufs Lautenwerks toegevoegd, mogelijk met een verwijzing naar het luitklavecimbel. Het werk heeft een voor een luit opmerkelijk lage tessituur, met voor de luitist veel problemen, met name in de prelude met onspeelbare akkoorden en met on-idiomatisch dicht notenbeeld in met name de snelle delen.

### Suite in c, BWV 997
- Partita al liuto composta dal Sig. J.S. Bach
- delen: Fantasia – Fuga – Sarabande – Giga-Double
- bronnen: 1. contemporaine kopie van de hand van Johann Friedrich Agricola in de Staatsbibliotheek Berlijn-Dahlem; 2. contemporaine kopie van de delen 1, 3 en 4 (zonder Double) in Franse luittabulatuur van de hand van Johann Christian Weyrauchs in de Muziekbibliotheek Stadt Leipzig; 3. kopie in een convoluut in de Staatsbibliothek Berlijn-Dahlem; 4. 18e-eeuwse kopie in de Staatliche Hochschule für Musik in Berlijn-Charlottenburg; 5. contemporaine kopie van de hand van Johann Philipp Kirnberger in de Staatsbibliotheek van Berlijn-Dahlem, klavierversie; 6. 13 andere contemporaine kopieën

De suite bestaat in een meerdere klavierversies, de oudste uit ca. 1740. Een eerdere kopie uit ca. 1730 van de prelude (die daar Fantasia heet), de sarabande en de gigue werd door Weyrauch gemaakt. In de klavierversies is de partij voor de rechterhand een octaaf hoger genoteerd.

### Prelude, fuga en allegro in Es, BWV 998
- delen: Prélude – Fuga – Allegro
- bron: Prelude pour la Luth ò Cembal, autograaf, Ueno Gakuen Universiteit in Tokio

De autograaf dateert waarschijnlijk uit de jaren veertig van de 18e eeuw.

### Prelude, BWV 999
- bron: Praelude in C mol. Pour La Lute di Johann Sebastian Bach, contemporaine kopie van de hand van Johann Peter Kellner, Staatsbibliotheek Berlijn-Dahlem

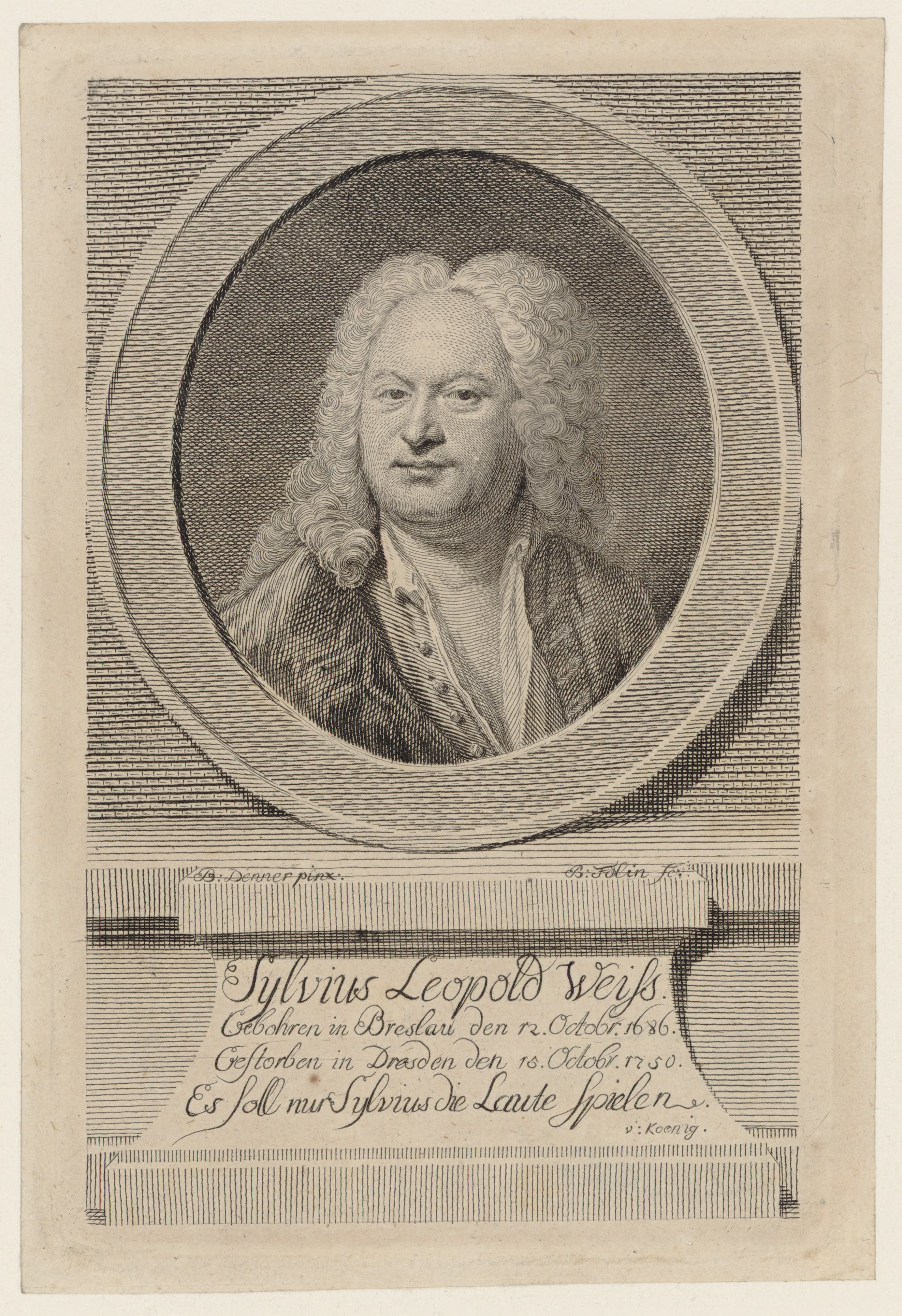
Sylvius Leopold Weiss, luitist (1686-1750)

Het werk is volledig speelbaar op de luit en is met zijn stijl van karakteristieke gebroken akkoorden typisch voor de late preludes in de 18e eeuw.

### Fuga, BWV 1000
- oorsprong: bewerking van de fuga uit de 1e sonate voor viool solo in g, BWV 1001 (ook bewerkt als fuga voor orgel, BWV 539/2, authenticiteit betwijfeld[2])
- bron: Fuga del Signore Bach, contemporaine kopie in Franse luittabulatuur van de hand van Johann Christian Weyrauch, Muziekbibliotheek van de Stad Leipzig

De bewerking van Weyrauch in luittabulatuur is waarschijnlijk vanuit de late jaren veertig van de 18e eeuw; Weyrauch was een goede vriend van Bach en daarmee zal de bewerking diens instemming hebben gehad.

### Partita in E, BWV 1006a
- delen: Prélude – Loure – Gavotte en Rondeau – Menuet I/II/I – Bourrée – Gigue
- oorsprong: bewerking van de 3e partita voor viool solo in E, BWV 1006
- bronnen: 1. autograaf in het Musashino College of Music te Tokio; 2. twee kopieën in de Staatsbibliotheek Berlijn-Dahlem
- gecomponeerd tussen 1735 en 1740[2]

De bewerking is in klaviernotatie, maar niet idiomatisch voor klavier. Stijl en tessituur, de baslijn en de dynamische aanwijzingen in de prelude wijzen alle op de luit als instrument voor deze bewerking. Omdat E-groot een lastige toonsoort is voor de luit, wordt de suite vaak getransponeerd naar de toonsoort F-groot.

## Geselecteerde discografie
- Complete opnames:
  - Eduardo Egüez (MA Recordings MA53a en MA54a)
  - Lutz Kirchhof (Sony Vivarte S2K45858)
  - Jakob Lindberg (BIS-CD-587/88)
  - Hopkinson Smith (Astrée Auvidis E 7721)
  - Narciso Yepes (Archiv 2LPs 2708 030; de eerste complete opname van de luitwerken op luit gespeeld)
- Uitgebreide selecties:
  - Andreas Martin (Harmonia mundi HMI987051)
  - Paul O'Dette (Harmonia mundi, HMU907438)
- Bachs luitwerken op gitaar uitgevoerd:
  - Narciso Yepes (DGG 445 7132)
  - John Williams (Sony Classical 82876787382)